# ميخائيل ماير (متزحلق جبال الألب)
ميخائيل ماير (بالإيطالية: Michael Mair)‏ هو متزحلق جبال الألب إيطالي، ولد في 13 فبراير 1962 في برونيك في إيطاليا.

## وصلات خارجية
- مايكل ماير على موقع الاتحاد الدولي للتزلج (التزلج على المنحدرات الثلجية) (الإنجليزية)
- مايكل ماير على موقع اللجنة الأولمبية الدولية (الإنجليزية)
- مايكل ماير على موقع أوليمبيديا (الإنجليزية)